# Loyal (Zeitschrift)
Die Loyal (Eigenschreibweise: .loyal) ist eine deutsche Monatszeitschrift für Sicherheitspolitik und die Zeitschrift des Verbandes der Reservisten der Deutschen Bundeswehr.

## Geschichte
Schon seit dem ersten Jahr seines Bestehens gab der Reservistenverband eine Mitgliederzeitschrift mit dem Titel „Die Reserve“ heraus. Damals erfüllte sie den Zweck: Militärische Aus- und Weiterbildung, „Wehrpolitische Information“ (heute: Sicherheitspolitische Arbeit) und Nachrichten aus dem Verband für dessen Mitglieder und außenstehende Interessierte. Der Relaunch im Oktober 1969 führte auch zur Änderung des Titels: „Die Reserve“ wurde zu „loyal – das kritische Wehrmagazin“.
Der heutige Schwerpunkt der Berichterstattung liegt auf der deutschen und internationalen Sicherheitspolitik, was sich seit 2004 in dem Titel „loyal – Magazin für Sicherheitspolitik“ widerspiegelt.

## Themen und Auflage
Die Hauptthemen der Loyal sind Sicherheit, Verteidigung, Bundeswehr und Reservisten. Dabei baut das Magazin auf Analysen sicherheitspolitischer Entwicklungen und Entscheidungen, Hintergrundberichterstattung und Reportagen über Ereignisse, welche die Sicherheit Deutschlands und seiner Verbündeten betreffen, sowie die Beschreibung von Wehrtechnik durch sein Redaktionsteam sowie Gastautoren. Im Sonderteil „Die Reserve“ finden sich Berichte aus dem Verbandsleben.
Die ca. 110.000 Mitglieder des Reservistenverbandes (2015) erhalten das Magazin kostenfrei automatisch zugestellt. Ebenso werden etwa 1000 Exemplare für alle Bundestagsabgeordneten, sowie ausgesuchte Persönlichkeiten aus Unternehmen, Medien, Universitäten, Hochschulen und politischen Organisationen kostenfrei zugestellt. Zudem werden mehr als 6000 Exemplare in allen Bundeswehrstützpunkten, sowohl in Deutschland als auch in den Einsatzgebieten, vertrieben.
Mit einer Auflage von mehr als 125.000 Exemplaren ist Loyal in seinem Themenfeld Deutschlands verbreitetstes Magazin. Es erscheint elfmal jährlich in der FAZIT Communication GmbH, einem Unternehmen der FAZ-Gruppe.
Chefredakteur ist seit 2020 André Uzulis. Zuvor war dies 13 Jahre lang Marco Seliger.